# Jüdischer Friedhof (Dannenberg)

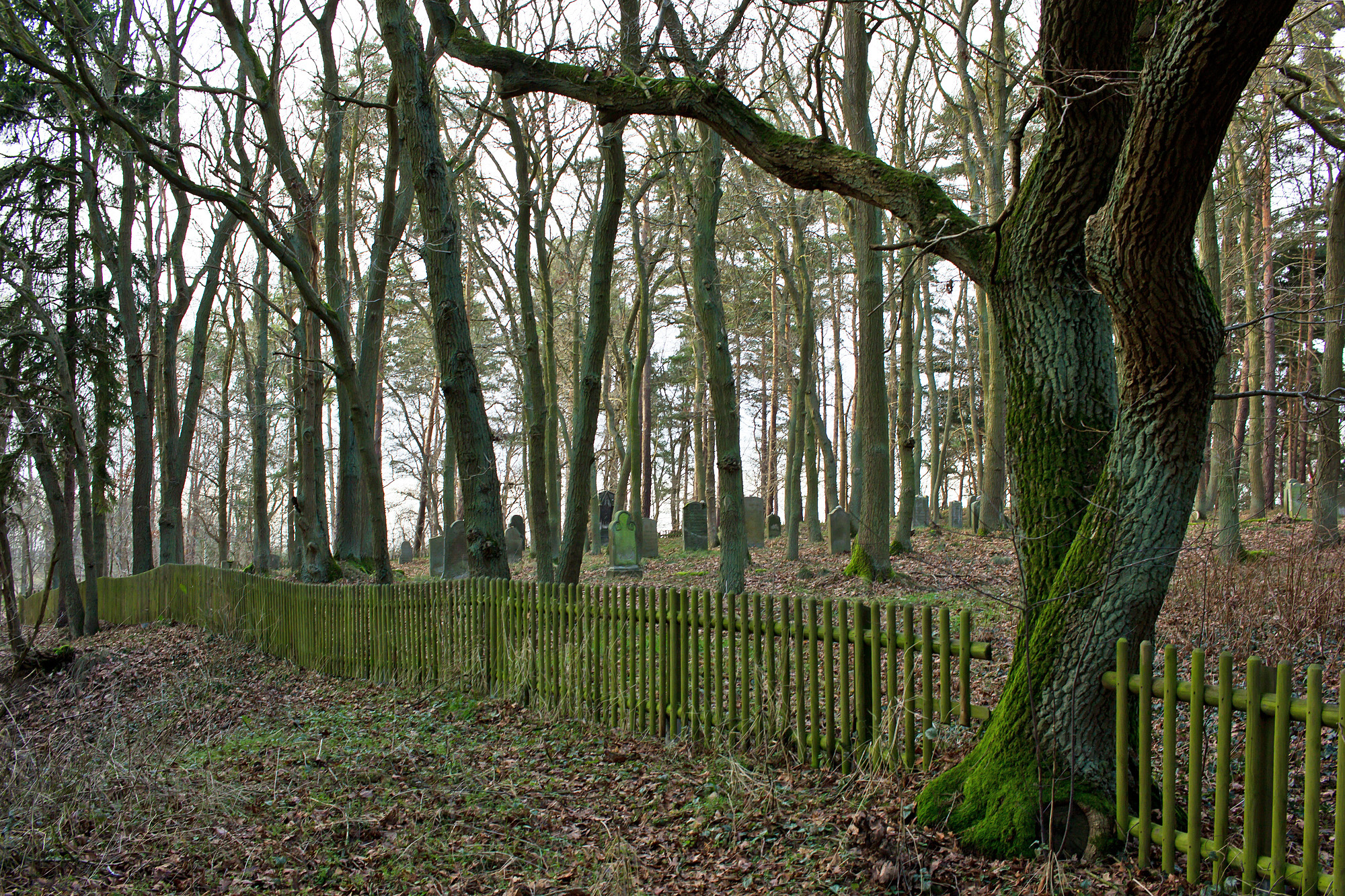
Jüdischer Friedhof nahe Prisser

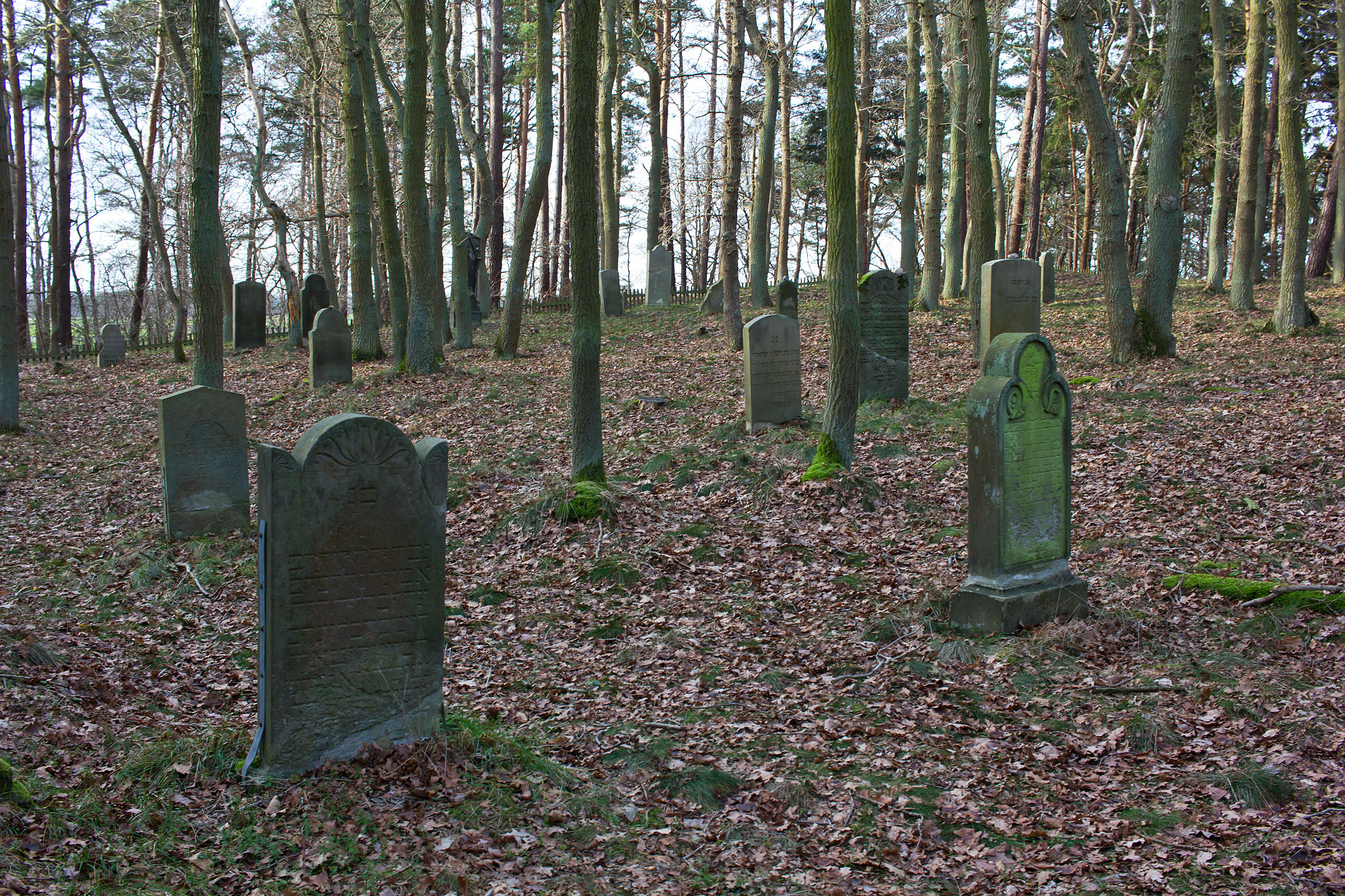
Grabsteine

Der Jüdische Friedhof Dannenberg ist ein jüdischer Friedhof in der Stadt Dannenberg (Elbe) im Landkreis Lüchow-Dannenberg im äußersten Osten Niedersachsens.

## Beschreibung
Der Friedhof in Prisser bei Dannenberg wurde 1742 angelegt; die letzte Beisetzung fand 1899 statt. Der älteste erhaltene Grabstein stammt aus dem Jahr 1776; insgesamt sind 45 Grabsteine vorhanden. Auf dem Friedhof wurden auch Juden aus Bergen/Dumme, Clenze, Hitzacker, Lüchow und Wustrow beigesetzt.